# Samolepka

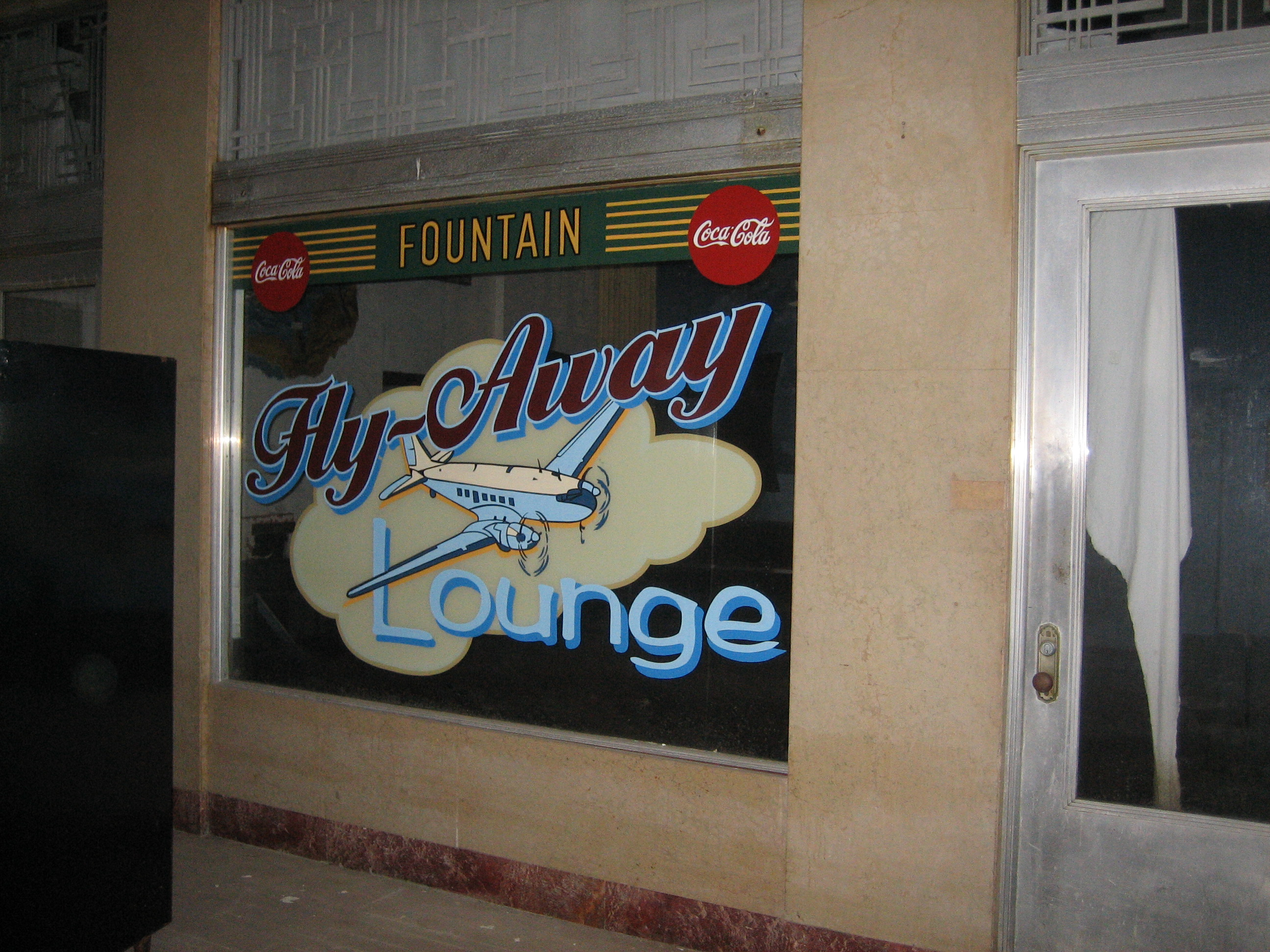
Reklamní samolepky ve výloze obchodu

Samolepka je zvláštní druh papíru, či jiné hmoty (plastová fólie apod.), který je z jedné strany vybaven potiskem a z druhé strany lepicí vrstvou umožňující přilepení samolepky na povrch předmětu. Samolepky se často používají jako reklamní prvek, který umožňuje snadné a rychlé umístění téměř kdekoliv. Vyrábějí se v široké škále velikostí a barev.
Samolepky se často přidávají také jako přídavek k různým druhům zboží. Známé jsou sbírky u žvýkaček (například u žvýkačky Pedro), či k sušenkám ad.

## Samolepka na zeď

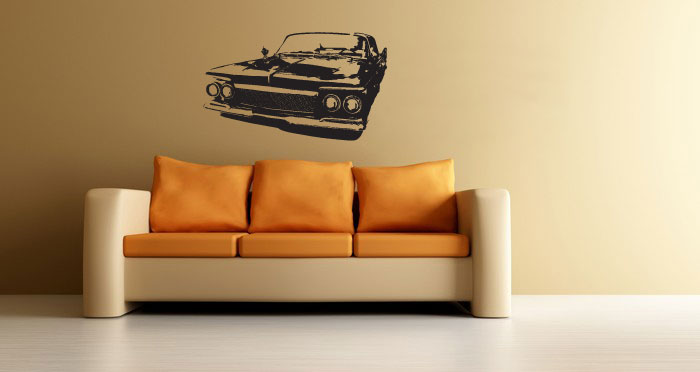
Samolepka na zeď – americké auto

Novinkou v oblasti samolepek jsou samolepicí dekorace na stěny. Vyrábějí se z polyvinylchloridu a umožňují opakované aplikace. Na rozdíl od běžných samolepek, které se sloupnutím znehodnotí, tyto obsahují tzv. „elastické lepidlo“, které umožňuje opakovaně lepit. Mnohé levnější samolepicí dekorace (samolepky) jsou vytvořené z papíru se slabším lepidlem na rubové straně. Tyto samolepky však nemají dlouhou životnost, podobně jako při aplikaci samolepek v exteriéru. Vliv na to má nejenom vlhkost vzduchu, ale také změny teploty a přímé sluneční paprsky. Při celodenním stínu má lepidlo na rubové straně delší životnost, vydrží přibližně jeden rok.
Samotný motiv samolepky je lepivou částí nalepen na voskovém papíru (podobně jako běžné dětské samolepky). Pro udržení celistvosti motivu, který se obvykle skládá z více lepivých částí, je celá samolepka překrytá přenášecí fólií (ta sama lepí). Pro nalepení je potřeba nejprve pomalu odlepovat přenášecí fólii i s motivem, který zůstane celý nalepen na fólii svojí vrchní stranou (nelepivou). Následně se celá samolepka opatrně i s přenášecí fólií přitiskne na zeď, nejlépe směrem shora dolů. Zbývá již jen motiv postupně od středu přitlačit tak, aby se samolepka co nejlépe přilepila ke zdi. Posledním krokem je sejmutí přenášecí fólie pod ostrým úhlem, aby motiv zůstal přilepený ke zdi.

## 3D samolepky neboli logoprinty
3D samolepky neboli logoprinty jsou samolepky vytištěné na běžný nosič v podobě PVC, PE nebo vinil fólie, vyříznuté řezacím plotrem a následně zalité ochrannou vrstvou čiré pryskyřice. Pryskyřici lze aplikovat na libovolnou velikost samolepky. Jediným limitem je zaoblenost všech rohů. Doba tvrdnutí pryskyřice je v závislosti na použité variantě materiálů 8–24 h. 3D samolepky jsou mimořádně odolné a vypadají plasticky. Veškeré hrany mají zaoblený tvar. Pro výrobu 3D samolepek se běžně používají inkoustové, thermální, laserové, rovněž solventní a ecosolventní velkoplošné tiskárny s ořezem.